# Вавилова, Агата Александровна
Агата Александровна Вавилова (род. 22 июля 1987, Ленинград) — российская актриса театра и кино, певица. Наиболее известна ролями в российских постановках мюзиклов «Бал вампиров» (Магда), «Джекилл и Хайд» (Люси Харрис), «Граф Монте-Кристо» (Луиза Вампа), «Канкан» (Симона Писташ) и др. В апреле 2019 года за роль Луизы Вампа в спектакле «Граф Монте-Кристо» удостоена Российской Национальной театральной Премии «Золотая Маска» в номинации «Оперетта-мюзикл/Лучшая роль второго плана». Автор, режиссёр-постановщик и исполнительница главной роли в иммерсивном спектакле «ДОМ 19|07».
С 2013 года — одна приглашенная солистка театра Музыкальной комедии г. Санкт-Петербург. С 2016 года принимает участие в проектах российского подразделения компании Stage Entertainment, г. Москва.

## Биография
Агата Вавилова родилась 22 июля 1987 года в городе Ленинграде, РСФСР. Единственный ребёнок в семье, воспитывалась мамой. Мать — заслуженная артистка России Анна Зиновьевна Вавилова, певица, актриса дубляжа. Её самой известной работой в дубляже является исполнение песни «Круг жизни» в анимационном фильме студии Disney «Король лев» 1994 года.
В 5 лет поступила в детскую школу искусств имени Е. А. Мравинского г. Санкт-Петербурга по классу скрипки. В 7 лет перешла на фортепианное отделение. С 1994 по 2004 год училась в средней школе № 495 г. Санкт-Петербурга, где проявляла интерес только к гуманитарным наукам. Начиная с первого класса принимала участие в школьных театральных постановках, в средней школе стала участницей школьного театра-студии «Мгновение». В школе Агата решила, что в будущем будет либо петь, либо играть в театре. Выбор места для получения высшего образования был весьма сложен, так как на момент поступления Агате было всего 17 лет, а многие учебные заведения принимали только с 18-ти. В итоге девушка выбрала театральный вуз.
В 2004 году поступила на факультет актёров драматического театра и кино Санкт-Петербургской академии театрального искусства (курс Б. Е. Уварова). В 2009 году получила диплом с квалификацией «Артист эстрады». Во время обучения Агата Вавилова неоднократно становилась лауреатом международного конкурса-фестиваля им. А. Петрова «Поющая маска».
С 2016 года живёт в Москве и работает на два города.
С 2007 по 2014 год состояла в браке с Алексеем Игоревичем Ворониным.

## Театральная деятельность

### Начало карьеры
За годы работы в театральных проектах Агата Вавилова зарекомендовала себя как актриса разных типажей и амплуа: от карикатурных комических до лирико-драматических возрастных персонажей.
С 2004 по 2009 годы — актриса театра комической эксцентрики «Лицедеи Академия» (сейчас «Театр Битком»). После окончания академии, с 2009 по 2013 год была ведущей солисткой программ «Шоу-Холл Атмосфера». В 2013 году в этом театре исполнила свою первую роль в мюзикле — роль тети Сары в музыкальном спектакле «Одесса The musical» (автор сценария и режиссёр Илья Мощицкий). Тетя Сара — мать главной героини спектакля, собирательный образ коренной одесситки.
В 2013—2014 гг. исполняла роль Эсмеральды (Люси) в рок-спектакле по песням Бориса Гребенщикова и группы «Аквариум» «Музыка серебряных спиц» (режиссёр В. М. Крамер).

### Театр музыкальной комедии, г. Санкт-Петербург
В 2013 году начинается сотрудничество Агаты с Санкт-Петербургским театром музыкальной комедии. Дебютной стала роль матери Чарли Чаплина Ханны Чаплин в мюзикле Кристофера Кертиса «Чаплин». Режиссёром мюзикла стал известный бродвейский постановщик Уорен Карлайл.
С февраля 2014 Агата выступает в концертной программе «Хиты Бродвея». Премьерным номером была ария домоправительницы Миссис Дэнверс «Орхидеи» из мюзикла «Ребекка» (оригинальное название в австрийском мюзикле «Sie ergibt sich nicht»). Также в шоу исполняет номера: «Унеси меня на небеса» из мюзикла «Действуй, сестра!», «Новая жизнь» из мюзикла «Джекилл и Хайд», «Будешь добрым с мамой» из мюзикла «Чикаго», «Эй, продюсер» из мюзикла «Милая Чарити» (в женской и мужской версии), «Испытай меня» из мюзикла «Mama Mia», «As long is your mine» из мюзикла «Wicked», «Ты с ума девчонок сводишь» из мюзикла «Компания».
С 2014 по 2018 год исполняла роль горничной Дайны в музыкальной комедии «Голливудская дива» режиссёр Корнелиус Балтус, написанной на основе оперетты 1936 года «Аксель у врат небесных». За исполнение роли Дайны в 2015 году Агата Вавилова была номинирована на премию «Золотой софит» в номинации «Лучшая женская роль в оперетте/мюзикле».
Также, в 2014 году начался период сотрудничества Агаты Вавиловой с известным режиссёром Миклошем Габором Кереньи (Керо). В Театре музыкальной комедии началась постановка мюзикла Фрэнка Уайлдхорна «Джекилл & Хайд» по мотивам повести Роберта Льюиса Стивенсона «Странная история доктора Джекилла и мистера Хайда». Агата получила роль Люси Харрис — простой, малограмотной девушки, работающей «ночной бабочкой» в таверне «Красная крыса» и погибающей от руки Хайда. С 2015 года в этом же спектакле Агата также исполняет роль Леди Бэконсфилд, одного из членов попечительского совета больницы Св. Иуды, также погибающей от рук Хайда.
С 2016 по 2019 год исполняла роль Магды в Санкт-Петербургской постановке мюзикла Романа Полански «Бал вампиров» (музыка — Дж. Стайнман, режиссёр — К. Балтус), поставленного на основе одноимённого фильма. Магда — работница трактира в деревушке в Трансильвании.
Весной 2018 года в Санкт-Петербурге состоялся премьерный спектакль Агаты в мюзикле Фрэнка Уайлдхорна в постановке Миклоша Габора Кереньи «Граф Монте-Кристо». В оригинальном литературном произведении фигурирует контрабандист Луиджи Вампа; Для мюзикла персонаж был адаптирован и превратился в эффектную капитаншу пиратского корабля Луизу Вампа, которая помогает графу Монте-Кристо. За исполнение роли Лузы Вампа в 2019 году Агата Вавилова была удостоена театральной премии России «Золотая Маска» в номинации «Оперетта-мюзикл/Лучшая роль второго плана».
С 2018 года на сцене Санкт-Петербургского театра музыкальной комедии исполняет главную роль Симоны Писташ в мюзикле К. Портера «Канкан», режиссёра Миклош Габор Кереньи (Керо). Мюзикл создан на основе фильма «Канкан» в котором главную роль исполняет Ширли Маклейн. Симона Писташ — хозяйка кабачка «Bal du Paradis» на Монмартре.
С 2022 года исполняет роль царевны Софьи в мюзикле «Пётр I» режиссёр Юрия Александрова, по мотивам истории, представленного как легенда о царе. За исполнение роли Софьи в 2023 году Агата Вавилова стала лауреатом высшей театральной премии Санкт-Петербурга «Золотой софит» в номинации «Лучшая женская роль в оперетте/мюзикле» и была номинирована на высшую национальную театральную премию «Золотая маска» в номинации «Оперетта-мюзикл/Лучшая женская роль второго плана».
С 2023 года на сцене Санкт-Петербургского театра музыкальной комедии исполняет роль Фаины в музыкальном спектакле «Я ненавижу Гамлета» Максима Кошеварова и Александра Маева, по мотивам одноимённой пьесы Пола Рудника, режиссёр Ольга Прихудайлова.
С 2023 года на сцене Санкт-Петербургского театра музыкальной комедии исполняет роль Жюстин Мориц в мюзикле Романа Игнатьева «Франкенштейн», режиссёра Алексея Франдетти, по мотивам  одноимённого романа Мэри Шелли.

### Stage Entertainment
В 2016 году переехала в Москву для участия в постановке мюзикла «Бал вампиров» компанией Stage Entertainment на сцене МДМ. За 8 месяцев ежедневного проката спектакля в роли Магды артисткой было сыграно больше 160 спектаклей.

### Иммерсивный спектакль «ДОМ 19|07»
В 2017 году в Москве в усадьбе Поливанова состоялась премьера первого в России иммерсивного сериала в театральном формате «ДОМ 19|07». Проект был создан при поддержке Фонда социально-правовой защиты отечественного архитектурного наследия. «ДОМ 19|07» стал одним из первых проектов в иммерсивном жанре и вошёл в шорт-лист премии «Звезда театрала» сезона 2017—2018. Авторами спектакля стали Агата Вавилова и композитор Рустим Бахтияров. Спектакль рассказывал историю загадочной девушки Софьи, уединенно живущей в усадьбе, роль которой исполнила Агата. В 2018 году из-за разногласий с продюсерской группой проект покинули несколько актёров, в том числе и Агата.

### Другие проекты
В 2018 году в Москве в малом зале «Театра луны» состоялась премьера проекта Агаты Вавиловой, Теоны Дольниковой и Вероники Лысаковой «Своими словами»: литературный спектакль-откровение, основанный на авторском литературном и музыкальном материале участниц спектакля.
2019 год принес Агате Вавиловой две театральные работы — камерный мюзикл «Портрет одной души» и мюзикл «Магазинчик ужасов».
В мае 2019 года прошли первые показы камерного мюзикла по мотивам произведений Оскара Уальда «Портрет одной души» (режиссёр Д. Белянушкин, Композитор О. Михайлов). Агата Вавилова сыграла роль герцогини Глэдис: остро-драматического персонажа со сложным психологическим портретом, неврастеничную женщину, влюбленную в свои воспоминания о умершем любимом.
В октябре состоялась первая российская премьера мюзикла авторства А. Менкена и Г. Эшмана «Магазинчик ужасов», (режиссёр А. Преснов). Основой для этой чёрной музыкальной комедии послужил фильм 1977 года. Агата в спектакле играет Шифон, одну из участниц неразделимого трио типичных представительниц жителей ноль-стрит, являющихся в спектакле и рассказчицами и участницами сюжета и главным связующим звеном.

## Телевизионная карьера
В 2019 году пятый канал Санкт-Петербурга начал показ сериала «Условный мент» в котором Агата Вавилова появилась в роли известной певицы в стиле шансон Веры Бельской. Все композиции для сериала Агата исполнила сама. Главным музыкальным хитом сериала стала песня «Охта». В 2020-2021 гг. вышли два следующих сезона сериала с участием Агаты.
Весной 2016 года на экраны вышла 9 серия 2 сезона сериала «Агент Картер», в озвучке которого принимали участие Агата Вавилова и её коллега по мюзиклам Ростислав Колпаков. В мультсериале «Хранитель лев» студии Disney Агата Вавилова озвучила несколько второстепенных персонажей.
Приняла участие в съёмках кулинарного шоу «Российские звезды готовят блюда китайской кухни» международной сети «ТВ БРИКС» и портала Центрального телевидения Китая «Жэньминь жибао».

## Творческие проекты
Параллельно с участием в больших театральных постановках, Агата Вавилова развивает свои собственные творческие проекты.
С 2016 по 2019 год была участницей творческого объединения артистов «ЧетыреЧе». Вместе с Агатой в состав объединения входили известные мюзикловые артисты: Рустим Бахтияров, Андрей Школдыченко и Сергей Сорокин. В период существования коллективом были выпущены 9 авторских композиций, 5 клипов, поставлено концертное шоу «Бар разбитых сердец», а также театральный сериал в иммерсивном формате «ДОМ 19|07».
Агата Вавилова является автором множества песенных переводов, более сотни стихов, найти которые можно в социальных сетях по хэштегу #НесколькоБукв. На момент написания статьи сборник стихов готовится к выпуску.
В 2018 году, актрисы Агата Вавилова, Теона Дольникова и Вероника Лысакова, при поддержке продюсерской компании «Театрон», создали литературно-театральный проект «Своими словами».
В 2023 году Агата выступила помощником режиссёра Глеба Матвейчука в мюзикле «Микромир».
В качестве сценариста сотрудничает с event-агентствами.

## Музыкальное творчество
Певческий голос Агаты Вавиловой — лирико-драматическое сопрано. Чаще всего поет в жанрах джаз, рок, соул, эстрада. Является исполнительницей романсов. В соавторстве с композитором Рустимом Бахтияровым были записаны 7 композиций: «Сказочный олень», «Дельфины», «Весна», «Слепые ветра», «Ты и я», «Вновь сменяет день», «Ч».
13 февраля 2017 года в Москве в театре МДМ состоялась презентация лицензионной записи российской версии мюзикла «Бал вампиров». В диск вошла арии Магды «Как нелеп он мёртвый» в исполнении Агаты Вавиловой.
В 2019 году исполнила 7 композиций-саундтреков к сериалу «Условный мент», в котором исполнила роль певицы Веры Бельской.
В 2019 году Агата Вавилова записала песню для вступительного ролика к дополнению для компьютерной игры Hearthstone — «Натиск драконов» компании Blizzard Entertainment

## Концертная деятельность
С самого начала профессиональной деятельности ведет активную концертную деятельность.
В период с 2014 по 2016 год была солисткой военного духового оркестра национальной гвардии Санкт-Петербурга
С 2014 года сотрудничает с эстрадно-симфоническим оркестром под управлением А. Медведева (г. Санкт-Петербург).
С 2017 года является солисткой коллектива «Дочь прокурора».

## Награды и номинации
- 2008 — лауреат Московского фестиваля эстрады и юмора «Ялта-Москва-Транзит»
- 2013 — лауреат вокального конкурса «Гран-При Санкт-Петербурга»
- 2014 — конкурс «Весна романса», Гран-При и победа сразу в трех номинациях «Лучшее исполнение песен Андрея Петрова», «Весна популярной эстрадной песни» и специальной номинация «Памяти Михаила Аптекмана».
- 2015 — первое место в номинации «Профессионалы» на региональном этапе международного конкурса исполнителей русского романса «Гатчинская романсиада»
- 2015 — номинация на высшую театральную премию Санкт-Петербурга «Золотой Софит» в категории «Лучшая женская роль в оперетте и мюзикле» за роль горничной Дайны в спектакле «Голливудская дива».
- 2018 — театральный сериал в иммерсивном формате «Дом|1907», режиссёром которого являлась Агата Вавилова, вошёл в шорт лист премии «Звезда театрала» в категории «Лучший театрализованный проект»
- 2019 — лауреат российской национальной театральной премии «Золотая Маска», номинация «Оперетта-Мюзикл/Лучшая роль второго плана» за роль Луизы Вампа в спектакле «Граф Монте-Кристо»
- 2021 — Лауреат премии фестиваля мюзикла «X-38» в номинации «Любимая артистка, по мнению зрителей» (по итогам онлайн-голосования) за роль Красной Королевы в спектакле «Алиса в стране чудес»
- 2023 — Лауреат премии фестиваля мюзикла «X-40» в номинации «Любимая артистка, по мнению зрителей» (по итогам онлайн-голосования) за роль царевны Софьи в спектакле «Пётр I»
- 2023 — лауреат высшей театральной премии Санкт-Петербурга «Золотой Софит» в категории «Лучшая женская роль в оперетте и мюзикле» за роль царевны Софьи в спектакле «Пётр I».
- 2024 — номинант российской национальной театральной премии «Золотая Маска», номинация «Оперетта-Мюзикл/Лучшая роль второго плана» за роль царевны Софьи в спектакле «Пётр I».
- 2025 — номинант XVIII ежегодной международной театральной премии зрительских симпатий «Звезда Театрала — 2025», номинация «Лучшая женская роль. Музыкальный спектакль» за роль Пэт в мюзикле «Я люблю тебя, но...»

## Театральные работы
- 2004 — 2009 — актриса театра комической эксцентрики «Лицедеи Академия» (сейчас «Театр БитКом»)
- 2013 — музыкальный спектакль «Одесса The musical» (автор сценария и режиссёр И. Мощицкий) — тетя Сара
- 2013 — 2014 — рок-спектакль «Музыка серебряных спиц» (режиссёр В. М. Крамер) — Эсмеральда (Люся)
- 2017 — 2018 — театральный сериал в иммерсивном формате «ДОМ 19|07» (реж. А. Вавилова) — Софья
- 2018 — литературный спектакль-откровение «Своими словами» (Театр Луны, г. Москва)
- 2019 — камерный мюзикл «Портрет одной души» (реж. Д. Белянушкин) — герцогиня Глэдис (г. Москва)
- 2021 — мюзикл «31В» (реж. И. Дерендяев) — Луиза Петухова-Лопес (г. Москва)
- 2021 — мюзикл «Школьная история» (реж. А. Сеченов) — учительница-подвижник (г. Москва)
- 2025 — музыкальный спектакль «Танго» (реж. Екатерина Королёва) — Элеонора

### Санкт-Петербургский театр музыкальной комедии
- 2013 — мюзикл «Чаплин» К. Кертиса (реж. У. Карлайл) — Ханна Чаплин
- С 2014 — концертная программа «Хиты Бродвея и не только…» (реж. Б. Томаш, А. Сафронов, А. Суханов) — «Мама» Мортон, миссис Дэнверс, Люси Харрис, Долорес, Эльфаба и др.
- 2014 — 2018 — музыкальная комедия «Голливудская дива» (реж. К. Балтус) — горничная Дайна
- 2014 — 2022 — мюзикл «Джекилл & Хайд» Ф. Уайлдхорна (реж. Г.М. Кереньи KERO) — Люси Харрис, 2015 — 2022 — Леди Бэконсфилд
- 2016 — 2019, 2022 — мюзикл «Бал вампиров» (реж. К. Балтус) — Магда
- С 2018 — мюзикл «Граф Монте-Кристо» Ф. Уайлдхорна (реж. Г.М. Кереньи KERO) — Луиза Вампа
- С 2018 — мюзикл «Канкан» К.Портера (реж. Г.М. Кереньи KERO) — Симона Писташ
- С 2022 — мюзикл «Пётр I» (реж. Ю. Александров) — царевна Софья
- С 2023 — музыкальный спектакль «Я ненавижу Гамлета» (реж. О. Прихудайлова) — Фаина
- С 2023 — мюзикл «Франкенштейн» Р. Игнатьева (реж. А. Франдетти) — Жюстин Мориц / Невеста Создания
- С 2025 — мюзикл «Ромео и Джульетта» Ж. Пресгюрвик (реж. Г.М. Кереньи KERO) — Кормилица
- С 2025 — мюзикл «Хозяйка медной горы» (реж. Г. Матвейчук) — Шептунья

### Stage Entertainment
- 2016 — 2017 — мюзикл «Бал вампиров» (реж. К. Балтус) — Магда

### Продюсерский центр Николая Забелина
- 2019 — 2021 — мюзикл «Магазинчик ужасов» (реж. А. Преснов) — «Шифон»

### ФЦ Москва
- С 2020 — мюзикл «Садко в Подводном Царстве» (реж. Г. Матвейчук) — Медуза Тессловна[19]
- С 2020 — мюзикл «Алиса в Стране чудес» (реж. Г. Матвейчук) — Красная Королева[20]
- С 2021 — мюзикл «Опасные связи» (реж. Г. Матвейчук) — мадам де Воланж, маркиза де Мертей[21]
- С 2021 — мюзикл «Алконост: Легенда о любви» (реж. Г. Матвейчук) — Птица Финист[22]
- С 2021 — мюзикл «Пушкин: Охотник за сказками» (реж. Г. Матвейчук) — Баба-Яга[23]
- С 2023 — мюзикл «Микромир» (реж. Г. Матвейчук) — Элиза Мартини[24]
- С 2024 — мюзикл «Хозяйка медной горы» (реж. Г. Матвейчук) — Шептунья

### Stairway Creative Lab
- 2025 — мюзикл «Я люблю тебя, но...» (реж. Р. Герасименко) — Пэт

## Режиссёрские работы
- 2017—2018 год — театральный сериал в иммерсивном формате «ДОМ 19|07»